# Erin Matson
Pour les articles homonymes, voir Matson.
Erin Matson est une joueuse américaine de hockey sur gazon. Elle évolue au poste de milieu de terrain au UNC Tar Heels et avec l'équipe nationale américaine.

## Biographie
Erin a grandi à Chadd's Ford et joue au hockey sur gazon depuis 2006. Elle joue au milieu de terrain et est diplômée à l'Unionville High School en 2018. À l'automne 2018, Matson a continué à jouer au hockey sur gazon pour le programme Division I à l'Université de Caroline du Nord à Chapel Hill. Pendant son séjour en Caroline du Nord, elle a remporté le Honda Sports Award en tant que meilleure joueuse de hockey sur gazon collégiale du pays en 2019-2020,.

## Carrière
Elle a fait ses débuts avec l'équipe première en mars 2017 lors d'un match amical face à l'Australie à Lancaster.

## Palmarès
- : 3e à la Coupe d'Amérique 2017.
- : 3e aux Jeux panaméricains 2019.